# 吉松駅
吉松駅（よしまつえき）は、鹿児島県姶良郡湧水町川西にある、九州旅客鉄道（JR九州）の駅である。

## 歴史
明治30年代ごろにおいては、鹿児島県と、既に鉄道が敷設されている九州北部とを結ぶことが必須の課題となっていた。そこで九州鉄道の路線が八代駅まで開通を見ていたため、この八代と鹿児島県を結ぶ計画が立てられた。八代と鹿児島をどう結ぶかについては、海岸線周りの案と山中を進む案とがあったが、結局最初にとられたのは山中を進む案であった。これには「海岸線に線路を敷設しては危険」との、軍の意向が関係したともいわれている。
まず明治34年（1901年）6月10日に鹿児島線として鹿児島駅から国分駅（現在の隼人駅）までが開通した。これは九州で初めての官設鉄道である。ついで明治36年（1903年）1月15日には国分駅からさらに横川駅（現在の大隅横川駅）までの延伸が成った。そして同じ明治36年（1903年）の9月5日に、横川駅からこの吉松駅までさらに延伸となって、このとき当駅は開業する。
一方の八代側では明治41年（1908年）6月1日に八代駅から人吉駅までが開業したが、問題は南九州中央部の山岳地帯を貫く、人吉駅からこの吉松駅までの間であった。ここに線路を敷くのは困難を極めたが、それでもスイッチバックやループ線等をいくつも取り入れた線路の敷き方によって、明治42年（1909年）11月21日、遂に人吉駅からこの吉松駅までの間が開業し、この開通を以って鹿児島から福岡（博多駅）、門司（現在の門司港駅）までが一本の線路でつながり、さらに関門連絡船を経由して大阪、東京にもつながることとなった。今でも吉松駅前にはこれを記念する「肥薩鐵道開通記念碑」が機関車の動輪とともに設けられている。門司から八代、人吉、吉松をへて鹿児島までは人吉から吉松までの開通とともに鹿児島本線となった。
大正元年（1912年）10月1日には、同じく鉄道網から外れていた宮崎県とこの吉松駅を結ぶために宮崎線が小林町駅（現在の小林駅）まで開通する。宮崎線はその後大正2年（1913年）5月11日に谷頭駅まで、同じ年の10月8日に都城駅まで延伸を果たした。その後も少しずつ線路を伸ばして行き、大正5年（1916年）の10月25日には宮崎駅まで全通し、その後宮崎本線とされたのち、小倉駅から吉松駅までが日豊本線とされたため、その一部となった。
このころ吉松は熊本方面・宮崎方面・鹿児島方面からの線路が一つに集まる交通の要衝として繁栄を見せていた。人だけではなく物資の流れの中心地ともなって、駅附近にはさまざまなこれらの人々、物たちを対象とする商売が盛んに行われた。また吉松は附近の路線の管理を一手に引き受ける駅となっており吉松機関区もおかれていたので、鉄道関係の職員もこの町には多く住んでいたという。
しかし鹿児島本線においては、人吉と吉松の間の急勾配を避けるため海岸回りの路線の工事が着々と進み、昭和2年（1927年）10月17日の湯浦駅から水俣駅までの開通を以って、海岸線周りの八代駅から鹿児島駅までが全通、こちらが鹿児島本線の一部となって、同時に八代駅から鹿児島駅までの従来の鹿児島本線は肥薩線という一支線に格下げとなった。また日豊本線においても、都城駅から現在の隼人駅までを海岸回りで通す路線の建設が行われ、昭和7年（1932年）の12月6日に大隅大川原駅から霧島神宮駅までの開通によってこちらも全通、日豊本線の一部となり、吉松から都城まではこれも一つの支線たる吉都線に格下げとなった。それからのこの駅は吉都線と肥薩線、二つの小さなローカル線の接続駅としての役目を持つに過ぎない。
この駅は昭和62年（1987年）の4月1日に国鉄の分割民営化により九州旅客鉄道の駅となり、その後平成4年（1992年）6月1日には構内に霧島高原鉄道事業部が発足したが、平成20年（2008年）4月1日に鹿児島鉄道事業部と統合し霧島高原鉄道事業部は廃止となった。令和4年（2022年）3月には出改札業務と乗務員区が廃止され、吉都線と吉松以南の肥薩線を管轄するCTCセンターも隼人駅に移転し、無人化された。現在、夜間停泊の乗務員詰所のみ設置されている。

### 年表
- 1903年（明治36年）9月5日：鹿児島線の横川駅（現在の大隅横川駅）から当駅までの延伸にともない吉松駅として開業する[2]。
- 1909年（明治42年）11月21日：当駅から人吉駅までが開通する[2]。同時に門司駅から当駅を経て鹿児島駅までが鹿児島本線とされる[2]。
- 1912年（大正元年）10月1日：宮崎線が当駅から小林町駅（現在の小林駅）まで開通し接続駅となる[5]。
- 1917年（大正6年）9月21日：宮崎県営鉄道の国有化により当駅から宮崎駅をへて広瀬駅（現在の佐土原駅）までが宮崎本線とされる[5]。
- 1923年（大正12年）12月15日：市棚駅から重岡駅までの開通により豊州本線と宮崎本線の小倉駅から宮崎駅を経て当駅までが日豊本線とされる[5]。
- 1927年（昭和2年）10月17日：鹿児島本線の八代駅から当駅を経て隼人駅までが肥薩線として分離される[6]。
- 1932年（昭和7年）12月6日：日豊本線の当駅から都城駅までが吉都線として分離される[5]。
- 1968年（昭和43年）4月13日：現在の鉄筋コンクリート二階建ての駅舎が落成[7]。
- 1983年（昭和58年）6月1日：貨物の取り扱いを廃止[8]。
- 1984年（昭和59年）2月1日：荷物扱い廃止[8]。
- 1987年（昭和62年）4月1日：国鉄の分割民営化に伴い九州旅客鉄道に継承される[9]。
- 1992年（平成4年）6月1日：構内に霧島高原鉄道事業部が発足[5]。
- 1996年（平成8年）3月16日：肥薩線の当駅から人吉駅までの列車のうち1往復を観光列車「いさぶろう・しんぺい」として運行開始[9]。
- 2000年（平成12年）3月11日：急行「えびの」運行廃止[9]。
- 2004年（平成16年）3月13日：特急「はやとの風」運転開始[9]。
- 2007年（平成19年）11月30日：吉松駅横の石倉（燃料庫）と駅前の保存車両（蒸気機関車「C55 52号」）が南九州近代化産業遺産群の物資輸送関連遺産の1つとして選ばれる。
- 2008年（平成20年）4月1日：霧島高原鉄道事業部を廃止（鹿児島鉄道事業部に統合）[5]。
- 2022年（令和4年）
  - 3月11日：切符売り場の営業を終了[3]。
  - 3月12日：無人駅となる[3][4]。
  - 3月31日：吉松運輸センターが廃止[10]。CTCセンターが隼人駅に移転。

## 駅構造

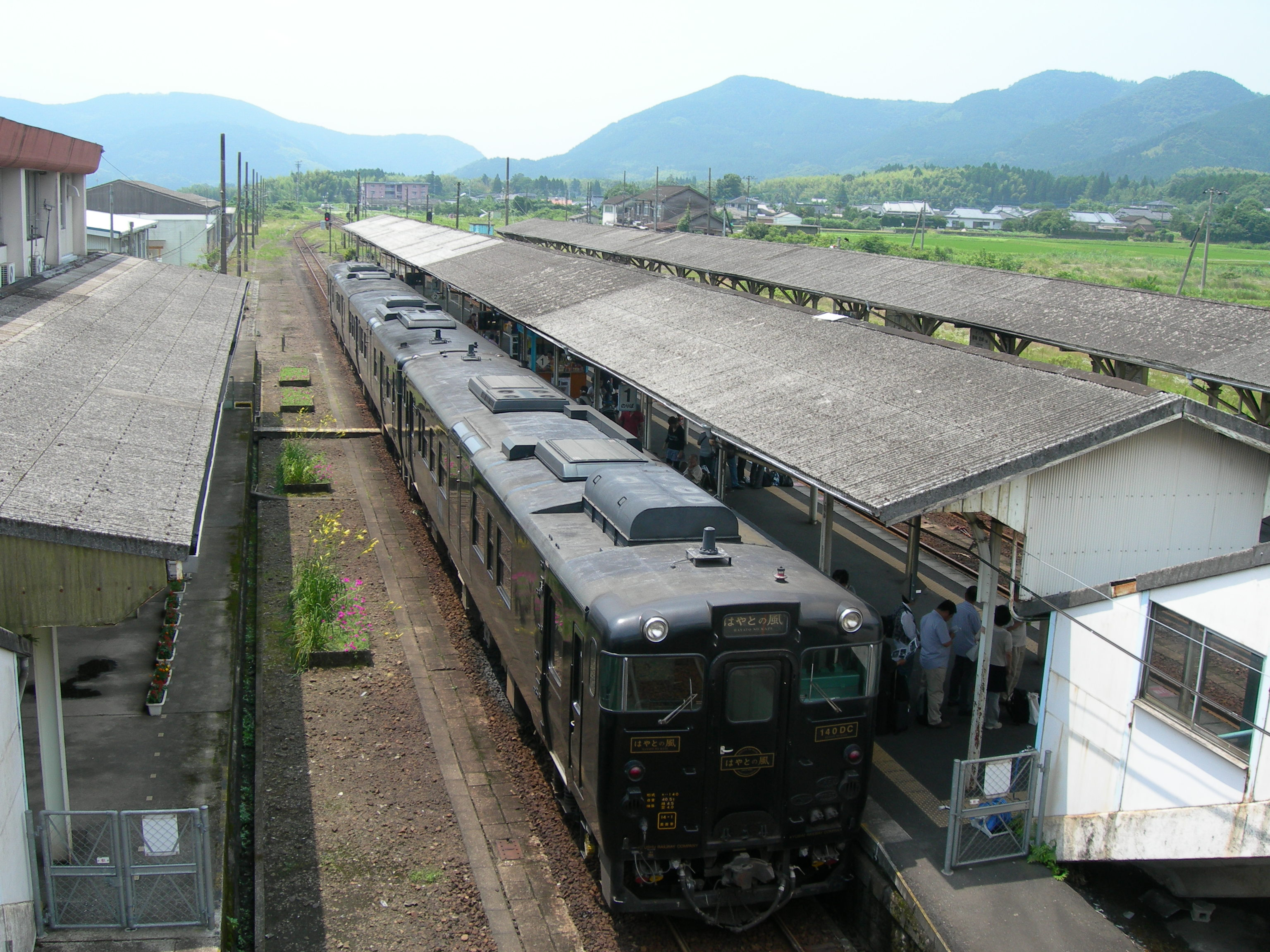
ホーム（2009年7月）

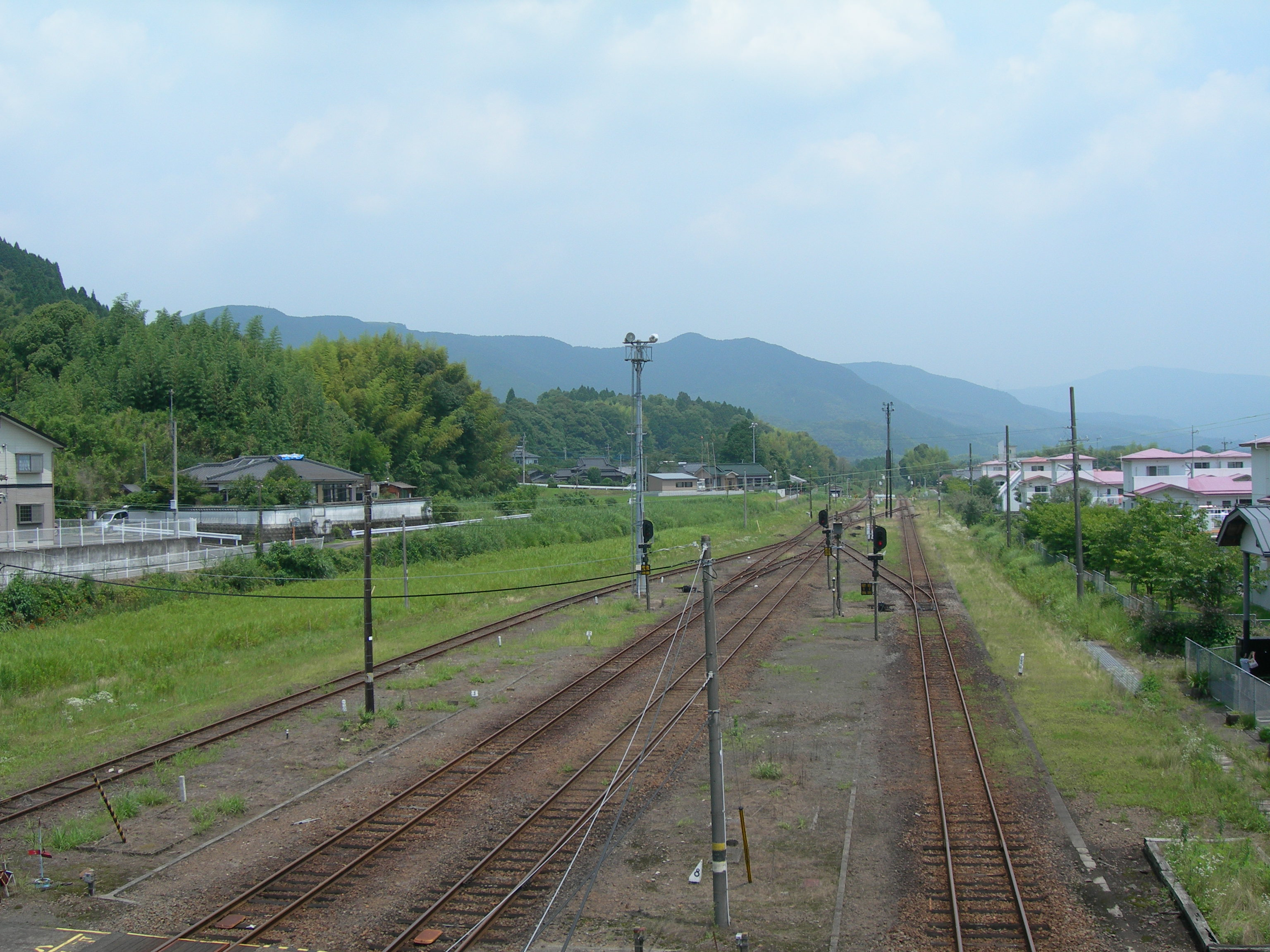
機関区の跡地が残る（2009年7月）

肥薩線に所属し、当駅を起点とする吉都線を加えた2路線が乗り入れる。かつて両線は鹿児島本線と日豊本線であり、この駅は幹線の分岐駅として賑わった。豪雨前は人吉駅・熊本駅を発着する観光列車「いさぶろう・しんぺい」号と鹿児島中央駅を発着する特急「はやとの風」の始発・終着駅であった。
北方より来た肥薩線に、東から吉都線が寄り添う形で構内に入る。地上駅で島式ホーム2面4線とかつての幹線の要衝らしい規模である。駅舎とホームは真幸方（北側）の跨線橋により行き来できる。駅舎に接して、既に使われなくなった単式ホームがある。
現在の駅舎（＝2代目）は昭和43年（1968年）4月に落成したもので、鉄筋コンクリート2階建てで、1階部分に待合所や改札口・きっぷ売り場などがある。なお以前（＝初代）は木造駅舎であった。改札外に待合所がありここには囲炉裏の付いた座敷があり、2017年3月11日には鹿児島県内の有志によるストリートピアノプロジェクトを通じてアップライトピアノが設置された。
肥薩線（吉松駅 - 隼人駅）および吉都線の運行管理を行うCTCセンターが併設されていた。このCTCセンターでの列車の運行管理や駅構内の車両入換え・運転士労務管理などの運転関係業務はJR九州鹿児島鉄道事業部吉松運輸センター社員が行っていたが、2022年3月31日に廃止され、隼人駅に移転した。また、出改札業務についても子会社であるJR九州サービスサポートへ委託され、平日のみきっぷ売り場が営業していたが、2022年3月12日をもって出改札業務を取りやめ、旅客案内上は無人駅として扱われるようになった。出改札業務を行っていたころはみどりの窓口が設置されておらず、従って予約しておいた指定席券類を当駅窓口で受取ることはできなかった（当駅からの指定席券類をJR九州列車予約サービスで予約する際は発券に関する注意書きが表示される）。なお、無人化後に自動券売機が設置されたが、終日車内精算となっている。

### のりば
| のりば | 路線    | 方向 | 行先                 |
| ------ | ------- | ---- | -------------------- |
| 1・2   | ■肥薩線 | 上り | 人吉・熊本方面       |
| 1・2   | ■肥薩線 | 下り | 隼人・鹿児島中央方面 |
| 1・2   | ■吉都線 | -    | 都城・宮崎方面       |

- かつては3番のりば・4番のりばもあった。3番のりばはホームが廃止され、立ち入り禁止区域となっている。4番のりばは留置線として使用している。

## 駅弁
かつて1・2番のりばのホーム上には売店があり、特急「はやとの風」運転開始を機に駅弁の販売を再開し全国的に珍しくなった駅弁の立ち売りが行われていたが、2018年9月29日をもって閉店した。

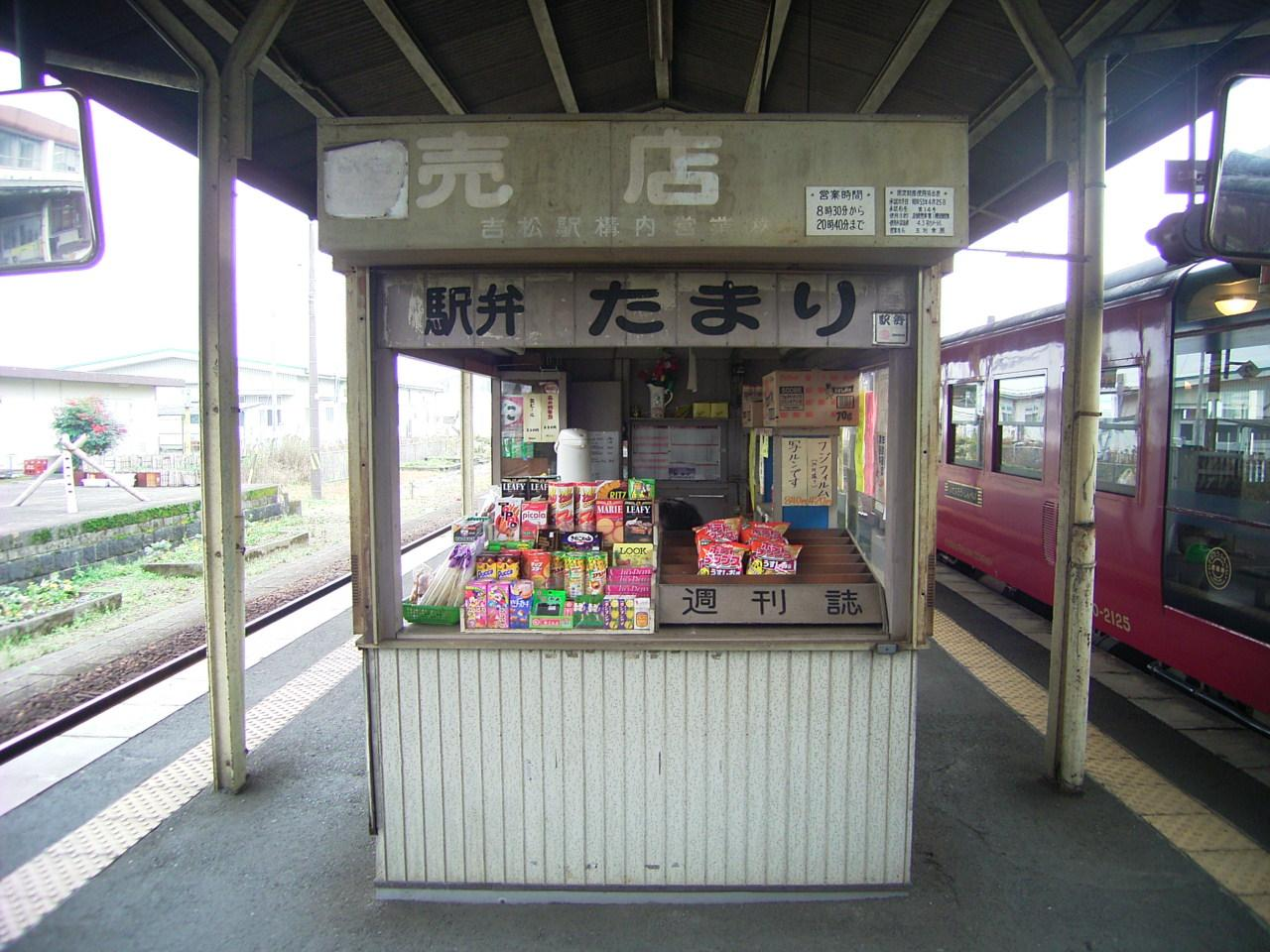
ホーム上の売店（2006年12月撮影。2018年9月をもって閉店）

過去に販売されていた主な駅弁は下記の通り。
- 御弁当

## 利用状況
- 2013年度の1日平均乗車人員は116人である。

| 年度 | 1日平均 乗車人員 | 1日平均 乗降人員 |
| ---- | ---------------- | ---------------- |
| 2007 | 121              | 249              |
| 2008 | 128              | 265              |
| 2009 | 150              | 292              |
| 2010 | 127              | 262              |
| 2011 | 127              | 262              |
| 2012 | 114              | 231              |
| 2013 | 116              | 229              |

## 駅周辺
駅前広場が整備され、C55形蒸気機関車52号機が静態保存されているほか石倉（燃料庫）とともに近代化産業遺産に認定されている。観光SL会館があり、吉松の町と鉄道との関わりを紹介する鉄道資料館なども設けられている。駅前のスーパーは閉店しているが、徒歩5分ぐらいの所にコンビニエンスストアがある。駅前近くには「汽笛饅頭」という菓子を売る店があったが2015年5月23日をもって閉店した。
吉松の市街地は駅の付近に広がっているが、湧水町吉松庁舎（旧吉松町役場）は駅とは川内川をはさんだ対岸の国道268号沿いにあり、吉松橋を渡っていく。吉松庁舎まではこの駅から東側に500メートルほどの距離である。その他駅から南に600メートルほどいったところには湧水町立吉松中学校が、吉松庁舎のすぐ近くには湧水町立吉松小学校がある。
駅の東2kmほどのところを九州自動車道が南北に走り、吉松PA内に吉松バス停がある。九州自動車道の東側には鹿児島刑務所がある。
駅付近（※駅から1km圏内）の主な施設・道路・河川は下記のとおり。
- 湧水町役場 吉松庁舎
- 吉松体育館
- 吉松運動公園 - グラウンド・野球場
- 吉松郵便局
- 吉松幼稚園
- 吉松駅前温泉
- あいら農業協同組合（JAあいら）吉松支所
- 伊佐湧水警察署吉松駐在所
- 伊佐湧水消防組合南消防署吉松分遣所
- 国道268号
- 鹿児島県道・宮崎県道102号木場吉松えびの線
- 鹿児島県道442号吉松停車場線
- 鹿児島県道448号川西菱刈線
- 川内川

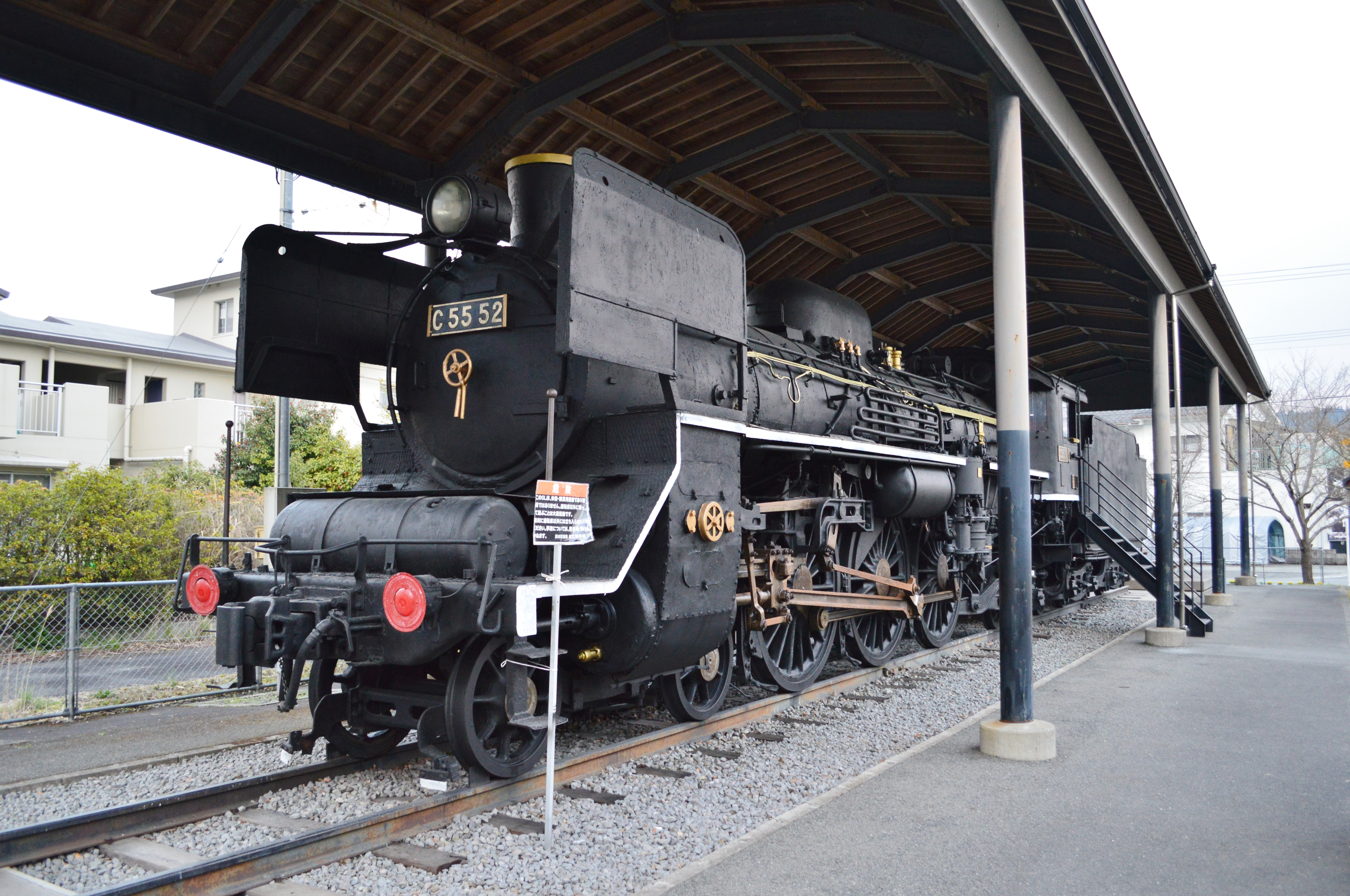
C55形蒸気機関車52号機
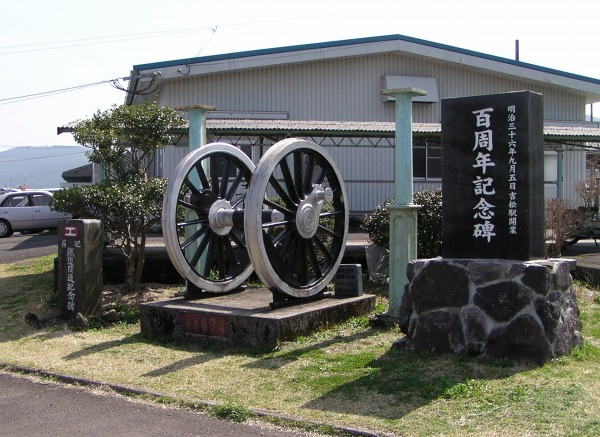
一番左が肥薩鐵道開通記念碑
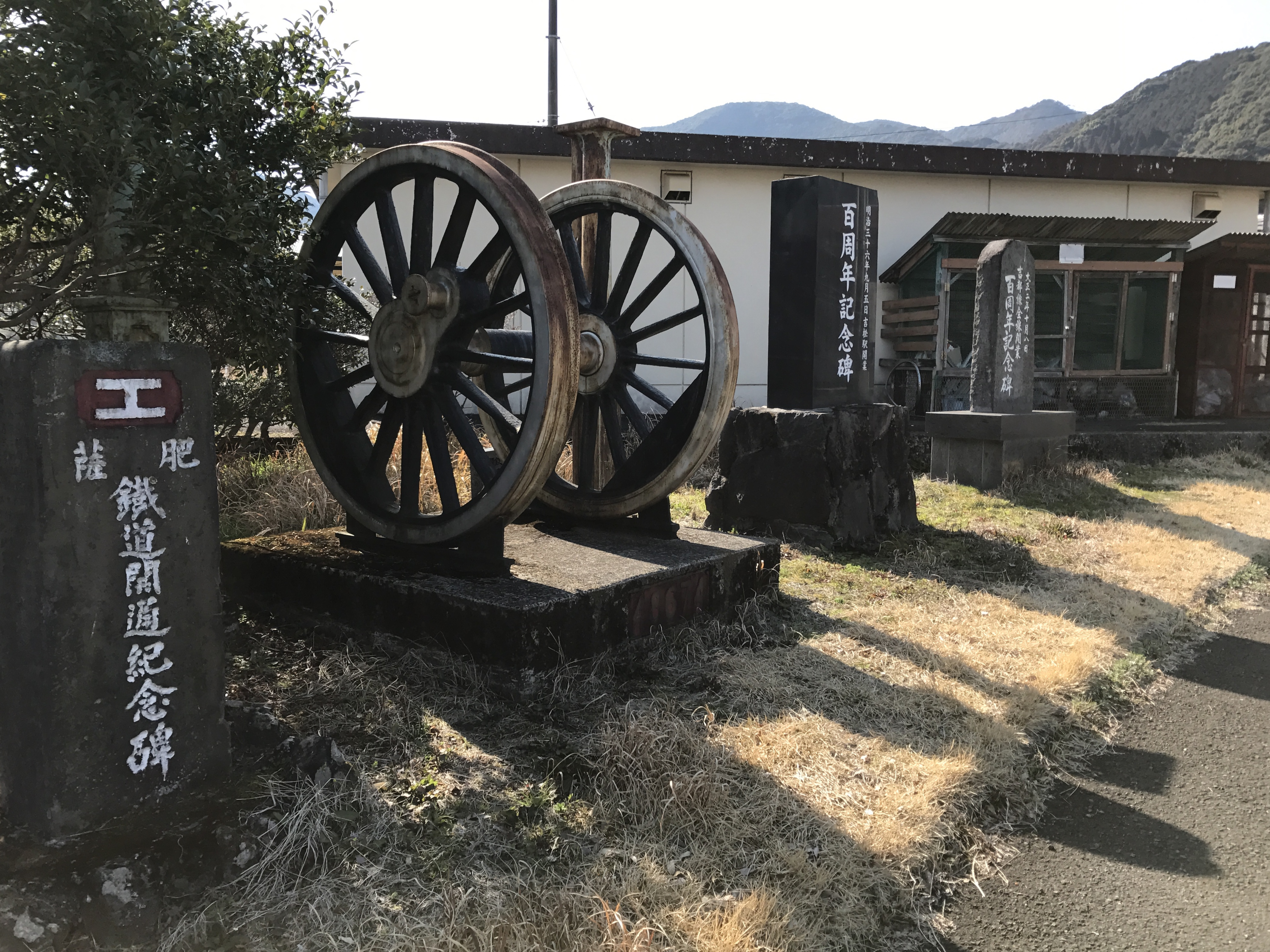
（左から）肥薩鐵道開通記念碑、48674蒸気機関車の動輪、吉松駅開業百周年記念碑、吉都線開通百周年記念碑
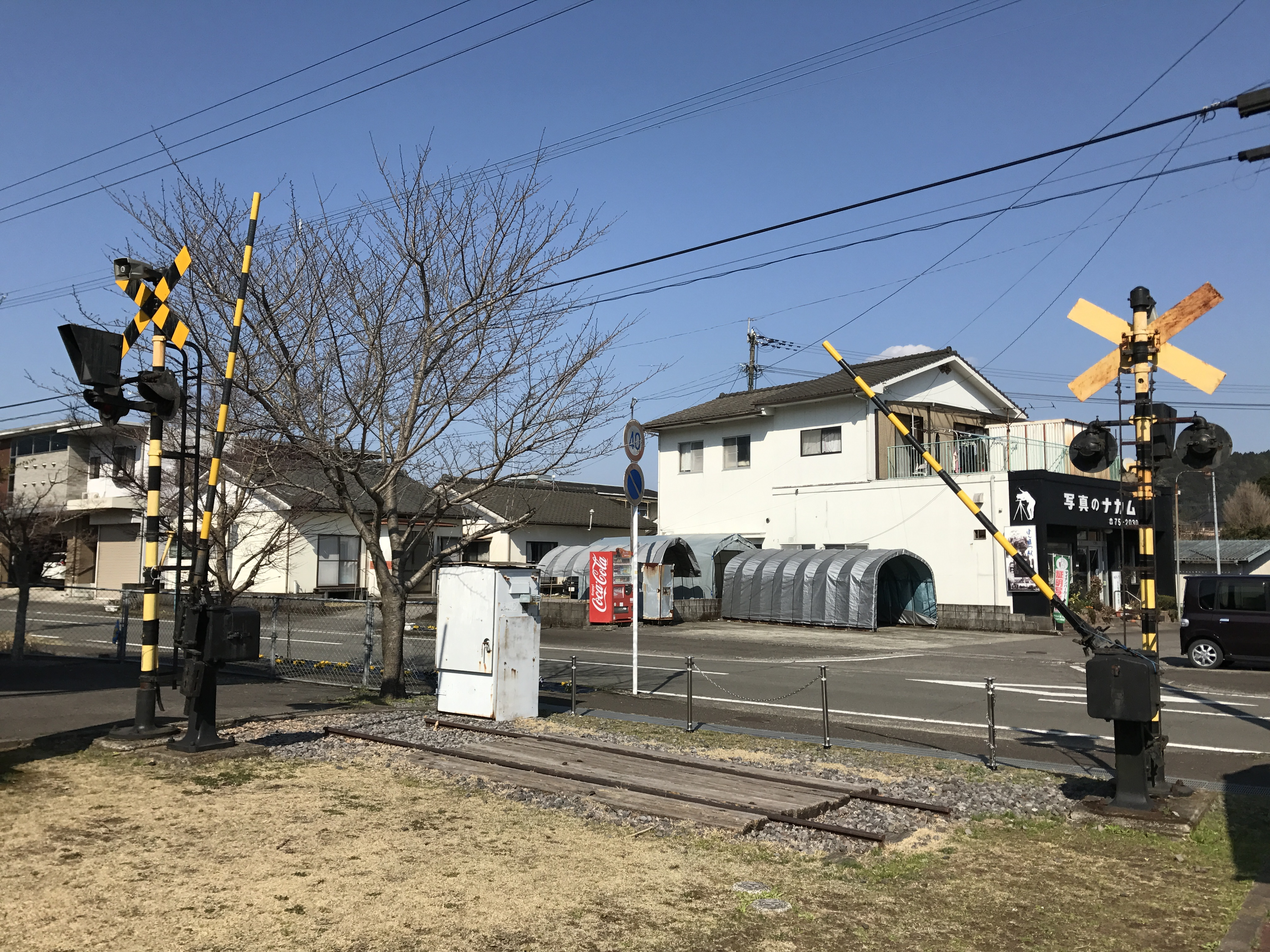
踏切を模したモニュメント

### バス路線
- 湧水ふるさとバス「吉松駅」停留所（吉松北回り・吉松南回り・内回り・観光回り）

## 隣の駅
九州旅客鉄道（JR九州）
■肥薩線
- 特急「いさぶろう・しんぺい」発着駅

真幸駅 - 吉松駅  - 栗野駅
■吉都線
栗野駅（肥薩線） - 吉松駅 - 鶴丸駅
※半数は肥薩線隼人方面に直通